# إدريس هوسيتش
إدريس هوسيتش ، من مواليد 17 فبراير 1944 ، لاعب كرة قدم يوغسلافي سابق.
لعب مع منتخب يوغسلافيا لكرة القدم.

## وصلات خارجية
- إدريس هوسيتش على موقع قاعدة بيانات كرة القدم.إي يو (الإنجليزية)
- إدريس هوسيتش على موقع ناشيونال فوتبول تيمز (الإنجليزية)
- إدريس هوسيتش على موقع عالم كرة القدم.نت (الإنجليزية)